# Vandrikse
Vandriksen (Rallus aquaticus) er en vandhøne, der yngler over store dele af Europa og det centrale Asien. Den har et langt rødt næb, en brunt stribet ryg og grå strube og bug. Hannen og hunnen er næsten ens af udseende. Vandriksen er en sky fugl, der lever i tæt vegetation og derfor sjældent ses. Hannen har dog en karakteristisk stemme, der dels består af kyp-kyp-lyde og dels af høje hyl og hvin, der kan minde om grisehyl. Den høres ofte om natten.
I Danmark yngler vandriksen ret almindeligt, spredt over hele landet i tilgroede moser. De fleste fugle trækker bort om vinteren. Dette sker om natten, hvor de fleste fugle ender deres træk i Vest- og Sydeuropa.